# رود لا رک
رود لا رک (انگلیسی: Rod La Rocque؛ ۲۹ نوامبر ۱۸۹۸ – ۱۵ اکتبر ۱۹۶۹) یک هنرپیشه اهل ایالات متحده آمریکا بود.
از فیلم‌هایی که وی در آن‌ها نقش داشته است، می‌توان به سوزان دیوانهٔ سرکش اشاره نمود.